# Moola Bulla Station

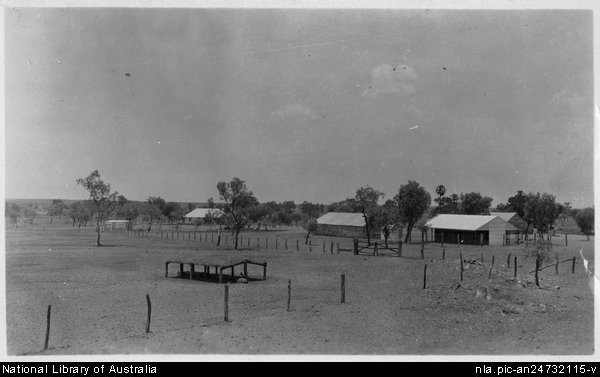
Moola Bulla Station (ca. 1951)

Die Moola Bulla Station (in der Sprache der lokalen Aborigines Reichlich-Fleisch-Station) war eine von der Regierung von Western Australia errichtete und in ihrer Verantwortung geführte Native Cattle Station (Indigene Viehstation) in der Kimberley-Region. Diese Native Cattle Station sollte laut der Regierung die indigene Bevölkerung unterstützen, in der „zivilisierten Welt“ anzukommen, die Methoden der „europäischen Viehwirtschaft“ zu erlernen, sich sesshaft zu machen, für ihre Arbeit entlohnt zu werden und vor allem kein Vieh von Viehzüchtern mehr zu jagen.
Es gab weitere ähnliche Viehstationen in Western Australia, die auch als Government run station bezeichnet wurden: neben der Moola Bulla Station war dies insbesondere die Munja Station. Die kleineren Stationen wurden als Feeding Station bezeichnet; dies waren die Violet Valley Station, La Grange Station und Lombadina Station.

## Lage
Die Größe der Moola Bulla Station, die im Outback liegt, betrug im Jahr 2011 etwa 6600 km². Sie befand sich bei Wyndham in der östlichen Kimberley-Region, etwa 20 Kilometer westlich von Halls Creek und 150 Kilometer südlich von Warmun. Das Gebiet von Moola Bulla wurde in der Gründungsphase zu einem Native Reservate (Aborigines-Reservat), ein für die Aborigines geschützter Raum, erklärt und ein 750 ha großes Camp für die lokalen Aborigines ausgewiesen.

## Geschichte
Vorgeschichte
Die britische Kolonisierung im Norden von Western Australia, vor allem in der Kimberley-Region, unterschied sich von der im Südwesten von Western Australia, denn die Anzahl der weißen Siedler war lange Zeit im Norden geringer als die der Aborigines. Erst ab 1862 migrierten erste weiße Siedler in den Norden und in die östlichen Kimberleys ab dem Jahr 1880. Die späte Migrationsbewegung hatte seinen Grund darin, dass der spätere erste Premierminister von West Australia (1890–1901) John Forrest nach einer Expeditionsreise von dem guten Graswuchs berichtete, der sich für die Viehwirtschaft eigne. Weitere 2.000 Europäer drangen zwar ab 1885 in den Norden ein, als am Elvire Creek Gold gefunden wurde. Der Goldrausch endete bald und die Goldgräber verließen den Norden Richtung der Goldfelder Yilgarn oder Coolgardie. Ende des Jahres 1886 lebten in Western Australia insgesamt 39.584 weiße Personen. 1913 lebten weniger als 200 Weiße in den östlichen Kimberleys. Die genaue Anzahl der Aborigines ist zwar nicht bekannt, aber ihre Mehrheit ist unbestritten.
Die wenigen weißen Siedler im Norden waren auf der Suche nach neuem Land, waren bodenständig, kamen zumeist aus New South Wales, Victoria oder Queensland und waren in der Viehwirtschaft erfahren, teilweise erweiterten sie auch ihre bisher vorhandenen Unternehmen. Die Siedler im Süden waren Auswanderer aus Europa und unerfahren in der Landwirtschaft, setzten Risikokapital ein und erwarteten schnelle und hohe Profite.
Rechtslage
Nach dem Land Act 1898 konnten Aborigines im Norden zwar keinen Anspruch auf ihr traditionelles Land erheben, aber sie konnten nicht von ihrem traditionellen Stammesgebieten vertrieben werden, die für die Viehzucht gepachtet wurden. Sie hatten damit das Recht, auf ihrem Land zu leben und ihren Lebensunterhalt „in gewohnter Weise“ zu bestreiten.
Im Süden gab es eine andere Rechtslage, weil Kronland durch Zahlung einer Gebühr einen vorhandenen Native Title löschen konnte. Das bedeutete, dass die Aborigines im Süden rechtlich von ihrem angestammten Land vertrieben werden konnten. Dies hatte zur Folge, dass sich die Anzahl der im Südwesten lebenden Aborigines in dieser Zeit durch die Kolonisierung drastisch und rasant reduzierte.
In dem Konzept der Native Cattle Stations in den Kimberleys hatten die lokalen Aborigines die Möglichkeit ihr täglich gewohntes Leben entsprechend ihrer kulturellen Zyklen und saisonalen Muster zu leben. Diejenigen, die in dem Camp von Moola Bulla lebten oder Familienmitglieder hatten, die in der Viehstation arbeiteten, konnten Anteil an den zur Verfügung gestellten Lebensmittelrationen nehmen. Dies galt auch für die alten Menschen, die nach Aborigines Law und ihren Gebräuchen leben wollten.
Anfang 1900er Jahre war für die Aborigines in den östlichen Kimberleys von Western Australia eine Situation entstanden, in der sie durch die expansive Landnahme der Viehzüchter immer weiter aus ihren ursprünglichen Lebensräumen verdrängt wurden. Sie sahen sich deshalb nicht mehr in der Lage, ihren Nahrungsbedarf an Fleisch durch die Jagd auf Wildtiere zu decken, die ebenfalls durch die Siedler verdrängt worden waren. Deswegen blieb ihnen nur die Möglichkeit, ihren Fleischbedarf durch Jagd des Viehs der Siedler zu decken. Damit waren Konflikte vorprogrammiert. Die Polizei sollte das Vieh der Siedler schützen und mit Patrouillen die Jagd unterbinden. Polizeikräfte drangen aber auch in die Aborigines-Camps ein, zerbrachen die Speere und erschossen die Hunde der Aborigines. Jagderfolge dieser Art stellten Eigentumsdelikte dar, die mit Strafen belegt waren, anfänglich mit zwei Jahren und später mit einem bis zu sechs Monaten Haft. Für die Regierung war diese Bestrafung ein weiteres Problem, weil eine Haft staatliche Kosten nach sich zieht, dies verschärft vor dem Hintergrund geringer Gefängniskapazitäten und angesichts überfüllter Gefängnisse im Norden von Western Australia. Außerdem hatten Viehzüchter einen Anspruch auf Schadensersatz von £ 2 je erlegten Nutztier, den sie bei der Regierung von Western Australia geltend machen konnten.
Daraufhin entstand ein neues Konzept, maßgeblich vom damaligen Chief Protector of Aborigines Henry Charles Prinsep initiiert, das die Regierung in die Pflicht nahm. Diese war für die Welfare of Aborigines (Wohlfahrt der Aborigines) zuständig und sollte eine Viehstation in einem geeigneten Gebiet aufbauen. Eingesetzt werden sollte ein Verwalter mit drei oder vier weißen Angestellten. Auf dem Gelände sollten Pferde, Rinder und Angoraziegen gezüchtet werden. Diese von der Regierung installierte Viehstation hätte sich durch den Verkauf von gezüchtetem Vieh nach einigen Jahren selbst finanzieren sollen. Aborigines sollten dort arbeiten und als Gegenleistung ihren Fleischbedarf aus dem Vieh der Station decken können.
Entgegen den Erklärungen der Regierung beziehungsweise des amtierenden Chief Protector of Aborigines Frederick Charles Gale, der nach Henry Charles Prinsep in dieses Amt kam, standen keineswegs die Interessen der Aborigines, sondern für ihn vor allem finanzielle Aspekte im Vordergrund. Bereits zwei Jahre nach Errichtung der Moola Bulla Station gab die Regierung bekannt, dass nachdem die Aborigines genügend Fleisch erhalten hatten und man ihnen ein Zuhause gegeben und ihnen erlaubt hatte, zu gehen und zu kommen, wann sie wollten, sie auch kein Vieh der Farmer mehr bejagten.
Aborigines Act 1905
Nach der Verabschiedung des Aborigines Act 1905, ein Gesetz in Western Australia, das in ähnlicher Form auch in anderen Bundesstaaten verabschiedet wurde, sollten die jährlichen Kosten im Regierungshaushalt für die Welfare of Aborigines £ 10.000 betragen. Nach einer genaueren Berechnung von 1910 bis 1911 kam man allerdings auf £ 16.515. Nicht berücksichtigt waren die Kosten für den Betrieb der Lock Hospitals auf Bernier und Dorre Island, die Kosten für die sieben Aborigines-Missionsstationen mit den seinerzeit 249 deportierten Aborigines-Kindern und die Kaufsumme für die Moola Bulla Station mit £ 18.061. Die Gesamtsumme belief sich damit auf etwa £ 44.500.
Der nach der Amtsenthebung von Gale ins Amt getretene Chief Protector of Aborigines, A. O. Neville, war ein engagierter Verfechter der Entfernung der Aborigines-Kinder von ihren Familien und  Aborigine-Traditionen. Auf diesem Weg sollten sie besser in das „zivilisierte Leben der Weißen“ integriert werden, so seine Vorstellung. Neville begriff die von der Regierung betriebenen Viehstationen als ein Modellprojekt in seinem Sinne. Er erweiterte die Aufgaben der Viehstation, denn er wollte die Aborigines-Missionsstationen im Nordwesten von Western Australia, in die Aborigines-Kindern aufgrund seiner Weisungen deportiert waren, in die Viehstationen umsiedeln, um Kosten zu senken. Um diese Überlegungen zu realisieren, sollte ein Leiter der Viehstationen neben seinen fachlichen Aufgaben für die Viehzucht und als Arbeitgeber der dort arbeitenden Aborigines auch die Erziehungsverantwortung der Aborigines-Kinder übernehmen, Die Regierung hatte mit dem Aborigines Act 1905 dem jeweils amtierenden Chief Protector die Kompetenz zugewiesen, über den Aufenthalt der Aborigines-Kinder und der sogenannten Half caste (Halb-Aborigine und Halb-Weiß) zu verfügen. Des Weiteren sollten nach A. O. Neville Aborigines-Familien gegen ihren Willen auf den Viehstationen zwangsweise auf Dauer deportiert und damit sesshaft gemacht werden. A. O. Neville gilt als einer der Väter der Gestohlenen Generation, einer Generation von Aborigines, die ihren Eltern entrissen wurden.
1910er Jahre
Ende Juni 1912 wurde auf Moola Bulla Station 13.000 Nutztiere gezählt, das waren 140 Tiere mehr als Jahr 1910, dem Jahr der Gründung. Im Vergleich hierzu wurden Ende Juni 1913 ebenfalls 13.000 Tiere gezählt, allerdings wurden im Verlauf des Jahres 1913 650 Tiere verkauft und 400 für den Eigenverbrauch an der Station geschlachtet. 40 Pferde waren 1913 vorhanden und auch damit eine Steigerung erzielt worden, denn im Zeitraum 1910 bis 1913 waren 40 Pferde verkauft worden.
1916 wurde die Nutzfläche von Moola Bulla um 2000 km² erweitert. Im gleichen Jahr konnten 13.000 Nutztiere und 500 Pferde gezählt werden.
Erst als zahlreiche weiße Arbeiter während des Ersten Weltkriegs Kriegsdienst leisten mussten und nicht mehr für die Viehstationen zur Verfügung standen, stellte sich die Abhängigkeit der Viehwirtschaft in Western Australia von den Aborigines deutlich heraus. Zwar wurden weiterhin keine Löhne ausbezahlt, sondern die Aborigines in Moola Bulla lediglich in Naturalien entlohnt. Gleiches galt auch für alle Aborigines, die bei anderen privaten Viehzüchtern im Norden von Western Australia arbeiteten. Die für die Aborigines verantwortlichen Chief Protector of Aborigines kritisierten dies nicht, lediglich der Stationsleiter Haly auf Moola Bulla wies auf diesen Missstand hin. Hinzu kam, dass die 750 Hektar Land um die Moola Bulla Station, die als Aborigine-Reservat dienen sollte, um sich dort niederzulassen, an die aus dem Krieg rückkehrenden Soldaten weitergegeben wurden. Schon anlässlich der Proklamation von 1910 merkte A. O. Neville an, dass das reservierte Gebiet für die Aborigines viel zu klein sei. 1923 erzielte Moola Bulla einen Überschuss von £ 8595 und erstattete den Betrag an die Regierung. Im Jahr 1925 war kein Überschuss erzielt worden, da eine große Dürre herrschte und Graswachstum geringer war, weshalb das Vieh hungerte und die Erträge aus der Fleischproduktion erheblich zurückgingen.
1920er Jahre
1920 erstreckte sich Moola Bulla über eine Fläche von 6475 km², auf der sich 14.000 Nutztiere ernährten, 260 Personen befanden sich in Arbeit, darunter waren sieben Weiße. In den 1920er Jahren schwankte die Anzahl der Aborigines auf dem Camp auf Moola Bulla zwischen 140 und 170. Davon verrichteten 55 Aborigines Arbeit auf der Station und im Wegebau.
1930er Jahre
Um 1937 wurde eine Klinik auf Moola Bulla errichtet und ein Zentrum für junge Half caste entstand. Es gab auch Zwischenfälle zwischen den jungen Aborigines, jungen weißen Stockmen (Viehtreiber) und Half caste. Dies hing unter anderem damit zusammen, dass die Half caste sich wesentlich weniger an der Arbeit beteiligten als die Aborigines.
1938 änderte A. O. Neville seine bisherigen Vorstellungen und wollte eine christliche Jugenderziehung auf den Viehstationen einführen. Damit beauftragte er im Jahr 1939 die Presbyterian Church. Diese Kirche entsandte einen Priester mit seiner Frau. Die Schule auf Moola Bulla, die zwölf Monate geschlossen war, wurde wiedereröffnet und die Ehefrau des Priesters erteilte an einem Tag in der Woche Schulunterricht.
Gegen Ende der 1930er Jahre kamen alle Half-Caste-Kinder, mit Ausnahme der Aborigines-Kinder, die im östlichen Kimberleys aufgegriffen wurden, nach Moola Bulla. Die neu angekommenen Half-Caste-Jungen – so wird berichtet –  wurden grundsätzlich am Samstag in der Woche, in der sie kamen, ausgepeitscht. Nach Berichten von Betroffenen sollten sie mit dieser Methode zu guten Christen gemacht werden. Durch die hohe Anzahl von Kindern auf Moola Bulla gab es weiterhin Probleme. Auf Moola Bulla waren zu dieser Zeit 189 Aborigines, darunter 48 Half-Caste, von denen lediglich zwölf arbeiteten, was zu Auseinandersetzungen führte.
1940er Jahre
Im Zweiten Weltkrieg wurden die Aborigines in der Viehwirtschaft gebraucht und auch in Moola Bulla eingesetzt. Außerdem war in den Kimberleys ein Pool von qualifizierten Aborigines-Arbeitnehmern entstanden, die auf Viehstationen tätig waren. 1945 waren auf Moola Bulla 95 Aborigines beschäftigt.
1950er Jahre
1950 wurde die Schule mit zwei Lehrkräften und 53 Schüler wiedereröffnet, zudem auch ein Kindergarten. 1951 lebten über 230 Aborigines in Moola Bulla, und alle über 19 Jahre alten Männer arbeiteten in der Viehstation.
In den frühen 1950er Jahren wurde ein Minimallohn für die Arbeiter von 10 Shilling je Woche ausbezahlt. Ein vergleichbarer Lohn wurde auch auf anderen Viehstationen erstattet. Die Auszahlung erfolgte entweder in bar oder durch Schecks. Es gab aber auch Kredite für Arbeitnehmer, die in einem Geschäft auf Moola Bulla gewährt wurden. Award Wages (Lohnuntergrenze) und der Viehwirtschaft von Western Australia, die nach Lohn- und Leistungsgruppen definiert wurde, gab es erst ab dem Jahr 1968.
Vorher gab es für Arbeitsleistungen der Aborigines lediglich Naturalien wie Rationen von Fleisch, Mehl, Zucker, Tee, Decken und Bekleidung.

## Schließung
Anfang der 1950er Jahre gab es über Jahre hinweg Dürren in den Kimberleys und Moola Bulla musste mit Wasser beliefert werden. Dort lebten im Jahr 1953 über 270 Aborigines. Es wurde beschlossen, die Viehstation 1954 zu schließen. Bei der Auflösung von Moola Bulla wurden 157 Personen in die Aborigines-Missionsstation Fritzrooy Crossing umgesiedelt. Die meisten Kinder wurden nach Beagle Bay gebracht, einige blieben mit ihren Familien in Fritzroy Crossing oder kamen nach Halls Creek.
Moola Bulla wurde 1955 für £ 100.000 verkauft und zwei Jahre später für £ 150.000 weiterverkauft. In der Zeit von 1955 bis 2014 wurde Moola Bulla mehrmals verkauft und dabei zweistellige Millionenbeträge AUD erzielt. 2014 wurde die nunmehr 3942 km² große Moola Bulla Station von Gina Rinehart gekauft, eine der reichsten Frauen Australiens. Rinehart kaufte seinerzeit weitere drei große Viehstationen in Australien, damit soll sich in ihrem Eigentum ein Prozent, in anderen Quellen 1,3 Prozent, der australischen Landmasse befinden, wozu neben dem landwirtschaftlich genutztem Gelände, auch Bergwerksgelände gehört.

## Interessen
Die Politik der Regierung von Western Australia diente im Gegensatz zu ihren Erklärungen nicht den Interessen der Aborigines und einem Leben nach ihren Vorstellungen. Dies zeigte nicht nur im Konzept der von ihr geführten Viehstation, sondern auch im Fall der Errichtung von Lock Hospitals auf Bernier und Dorre Island und auf Finucane Island, sogenannte Medizinstationen für angeblich geschlechtskranke Aborigines. Auch dieses Konzept stammte von Prinsep, dem alle Maßnahmen recht waren, die den finanziellen Interessen der Viehwirtschaft dienten. Ferner sollte diese Politik verbunden mit einer Einführung von Lohnarbeit für Aborigines werden. Im Ergebnis wurden jahrzehntelang keine Löhne bezahlt, sondern die Arbeit wurde mit Lebensmitteln und Bekleidung vergütet, eine Leistungsvergütung in der Form von Naturalien und keine Auszahlung von Löhnen.
Nach der Auflösung und dem Verkauf von Moola Bulla wurden Fragen aufgeworfen: Warum konnten die Aborigines, die die Stationen aufgebaut hatten, sie nicht übernehmen oder warum wurden sie nicht entschädigt? Wer hatte einen Vorteil? Es war die Viehzüchterindustrie und die Staatskasse. Die Regierung schützte von Anfang an die Viehzüchter, die nun eine aufgebaute Viehzuchtstation erwerben konnten und ein großes, qualifiziertes Arbeitskräftepotenzial hinzu erhielten und somit Kosten sparten, weil sie die Arbeiter nicht selbst ausbilden mussten.